# Rue d'Écosse
Rue d'Écosse är en återvändsgata i Quartier de la Sorbonne i Paris femte arrondissement. Gatan är uppkallad efter Collège des Écossais, ett prästseminarium som var aktivt från 1592 till 1793. Rue d'Écosse börjar vid Rue de Lanneau 3.

## Omgivningar
- Saint-Étienne-du-Mont
- Panthéon
- Impasse des Bœufs
- Impasse Bouvart
- Passage du Clos-Bruneau
- Impasse Chartière
- Rue Basse-des-Carmes

## Bilder
| - Gatuskylt. - Rue d'Écosse. Fotografi från 1800-talets andra hälft. - Saint-Étienne-du-Mont. - Panthéon. |

## Kommunikationer
- Tunnelbana – linje  – Maubert – Mutualité
- Busshållplats Collège de France – Paris bussnät

### Webbkällor
- ”Rue d'Écosse”. Mairie de Paris. https://web.archive.org/web/20150910124325/http://www.v2asp.paris.fr/commun/v2asp/v2/nomenclature_voies/Voieactu/3134.nom.htm. Läst 24 oktober 2023.
- ”Rue d'Écosse (5ème arrondissement)”. Les rues de Paris. https://web.archive.org/web/20190729133649/http://www.parisrues.com/rues05/paris-05-rue-d-ecosse.html. Läst 24 oktober 2023.